# Mask Singer
 (mai 2025).
- Si vous ne connaissez pas le sujet, laissez ce bandeau (vous pouvez alors contacter les auteurs).
- Si vous supprimez le contenu mis en cause (vous pouvez préalablement contacter les auteurs),

argumentez précisément cette suppression dans la page de discussion
(un manque de référence n'est pas un argument ; une recherche réelle de référence doit avoir été effectuée, être formellement documentée).
 (juin 2025).
Si vous disposez d'ouvrages ou d'articles de référence ou si vous connaissez des sites web de qualité traitant du thème abordé ici, merci de compléter l'article en donnant les références utiles à sa vérifiabilité et en les liant à la section « Notes et références ».
Mask Singer (prononcé en anglais : [mɑːsk ˈsɪŋə] ; sous-titrée « Quelle célébrité se cache derrière ce masque ? ») est une émission de télévision française présentant une compétition de chant de type télé-crochet, animée par Camille Combal et diffusée sur TF1 depuis le 8 novembre 2019.
Inspiré de la production sud-coréenne intitulée King of Mask Singer et plus particulièrement sur son adaptation américaine The Masked Singer, l'émission est un concours organisé entre plusieurs célébrités masquées et entièrement déguisées, lesquelles s'affrontent en chanson durant des duels, des trios voire des quatuors, pour lesquels leur prestation est jugée par un jury d'enquêteurs et le public présent dans la salle, auquel peut s'ajouter occasionnellement, un enquêteur invité.

## Principe
Douze célébrités apparaissent et participent à l'émission. Avant chaque prestation, une vidéo contenant des indices sur la célébrité cachée est diffusée. Après la prestation de celle-ci, chaque membre du jury essaie de deviner, en fonction de la voix et des indices diffusés, qui se trouve sous le costume. À l'issue de toutes les prestations, le public et les juges votent pour leur candidat favori et celui ayant obtenu le moins de voix est éliminé : il doit alors révéler son identité en retirant le masque.
Cette version est adaptée de l'émission sud-coréenne King of Mask Singer et plus précisément de la version américaine de celle-ci, The Masked Singer, qui a connu sa première saison en 2019 avec, comme participants, des stars telles que T-Pain, Lil Wayne, Toni Braxton ou encore Caitlyn Jenner. Plusieurs pays ont développé leur adaptation comme l'Allemagne, l'Australie, les Pays-Bas, le Royaume-Uni, l'Italie, le Mexique ou la Thaïlande.

## Participants

### Enquêteurs
| Enquêteurs        | Saisons                        | Saisons                        | Saisons                        | Saisons                        | Saisons                        | Saisons                        | Saisons                        | Saisons                        | Saisons                        |
| Enquêteurs        | 1                              | 2                              | 3                              | 4                              | 5                              | 6                              | Spécial Noël                   | 7                              | 8                              |
| ----------------- | ------------------------------ | ------------------------------ | ------------------------------ | ------------------------------ | ------------------------------ | ------------------------------ | ------------------------------ | ------------------------------ | ------------------------------ |
| Kev Adams         | Participant à la/aux saison(s) | Participant à la/aux saison(s) | Participant à la/aux saison(s) | Participant à la/aux saison(s) | Participant à la/aux saison(s) | Participant à la/aux saison(s) | Participant à la/aux saison(s) | Participant à la/aux saison(s) | Participant à la/aux saison(s) |
| Anggun            | Participant à la/aux saison(s) | Participant à la/aux saison(s) | Participant à la/aux saison(s) |                                | [ 3 ]                          |                                |                                |                                |                                |
| Alessandra Sublet | Participant à la/aux saison(s) | Participant à la/aux saison(s) | Participant à la/aux saison(s) |                                |                                |                                |                                |                                |                                |
| Jarry             | Participant à la/aux saison(s) | Participant à la/aux saison(s) | Participant à la/aux saison(s) |                                |                                |                                |                                | [ 4 ]                          |                                |
| Vitaa             |                                |                                |                                | Participant à la/aux saison(s) |                                |                                |                                |                                |                                |
| Chantal Ladesou   |                                |                                |                                | Participant à la/aux saison(s) |                                | Participant à la/aux saison(s) | Participant à la/aux saison(s) | Participant à la/aux saison(s) | Participant à la/aux saison(s) |
| Jeff Panacloc     |                                |                                |                                | Participant à la/aux saison(s) | Participant à la/aux saison(s) |                                |                                |                                |                                |
| Élodie Frégé      |                                |                                |                                |                                | Participant à la/aux saison(s) |                                |                                |                                |                                |
| Michèle Bernier   |                                |                                |                                |                                | Participant à la/aux saison(s) |                                |                                |                                |                                |
| Inès Reg          |                                |                                |                                | [ 3 ]                          |                                | Participant à la/aux saison(s) |                                |                                |                                |
| Laurent Ruquier   |                                |                                |                                |                                | [ 5 ]                          | Participant à la/aux saison(s) | Participant à la/aux saison(s) | Participant à la/aux saison(s) | Participant à la/aux saison(s) |
| Élodie Poux       |                                |                                |                                |                                |                                |                                |                                | Participant à la/aux saison(s) |                                |
| Michaël Youn      |                                |                                |                                |                                |                                |                                |                                |                                | Participant à la/aux saison(s) |

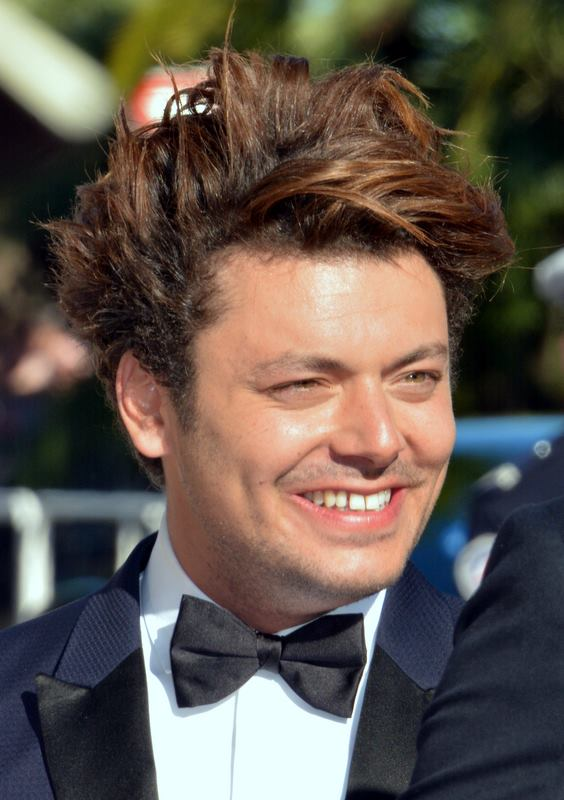
Kev Adams (depuis la saison 1)
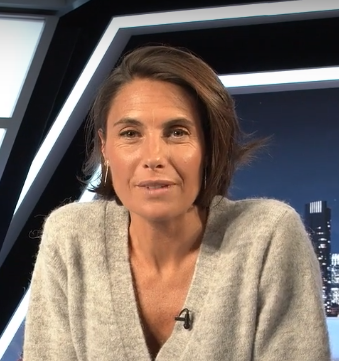
Alessandra Sublet (saisons 1 à 3)
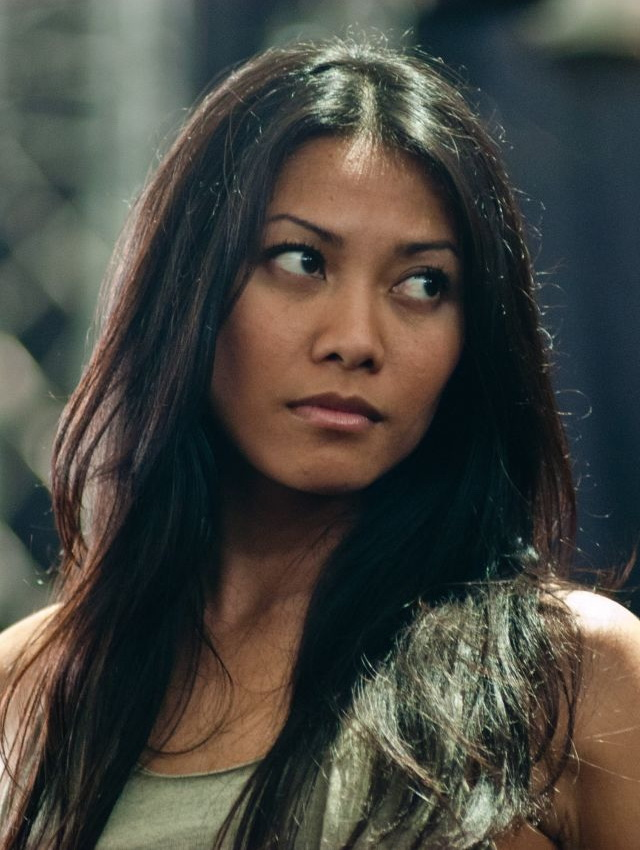
Anggun (saisons 1 à 3, invitée saison 5)
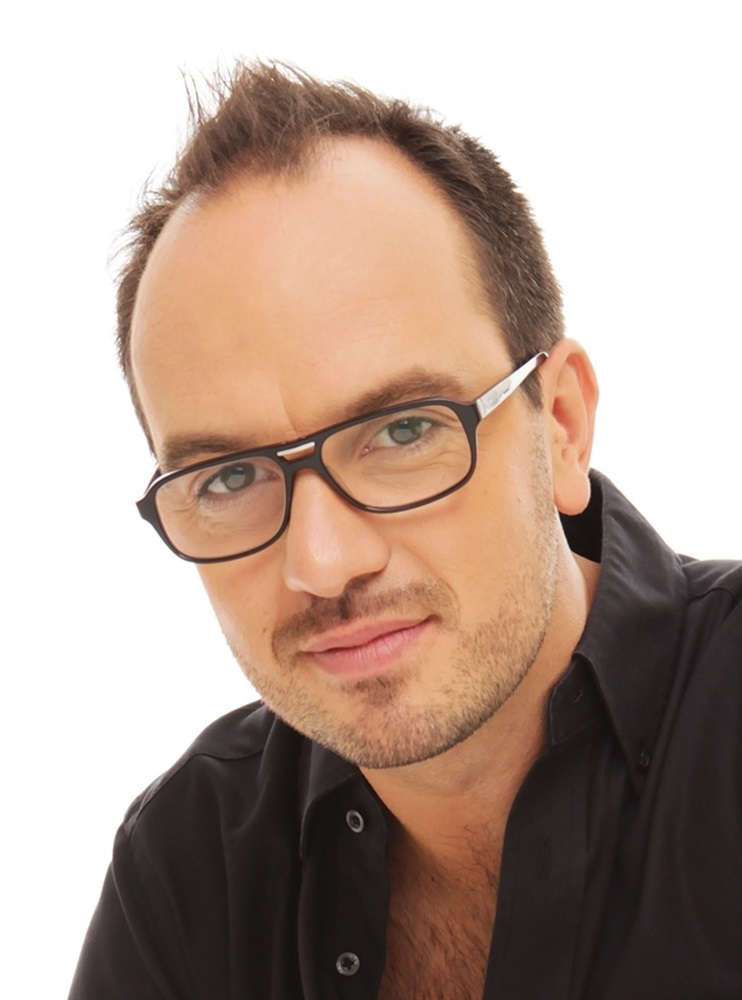
Jarry (saisons 1 à 3, invité saison 7)
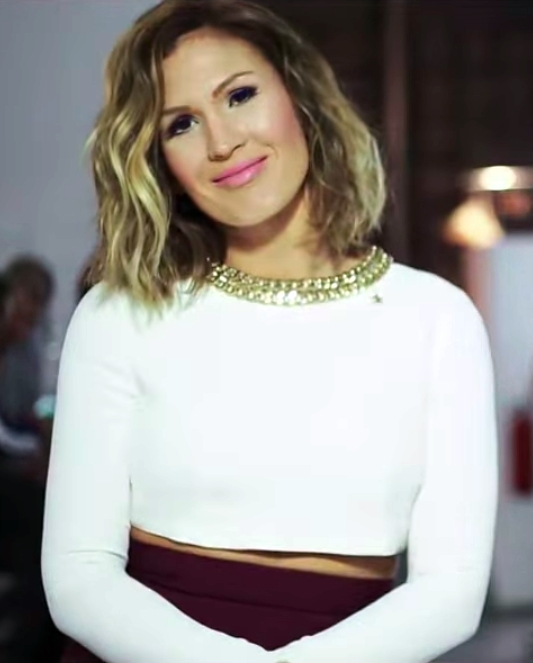
Vitaa (saison 4)
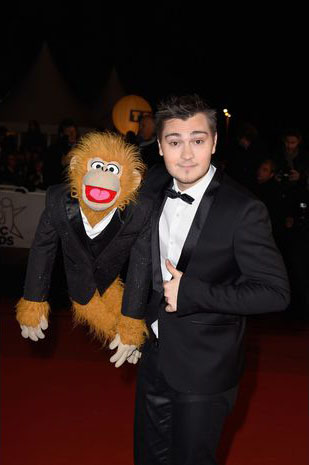
Jeff Panacloc (saisons 4 et 5)
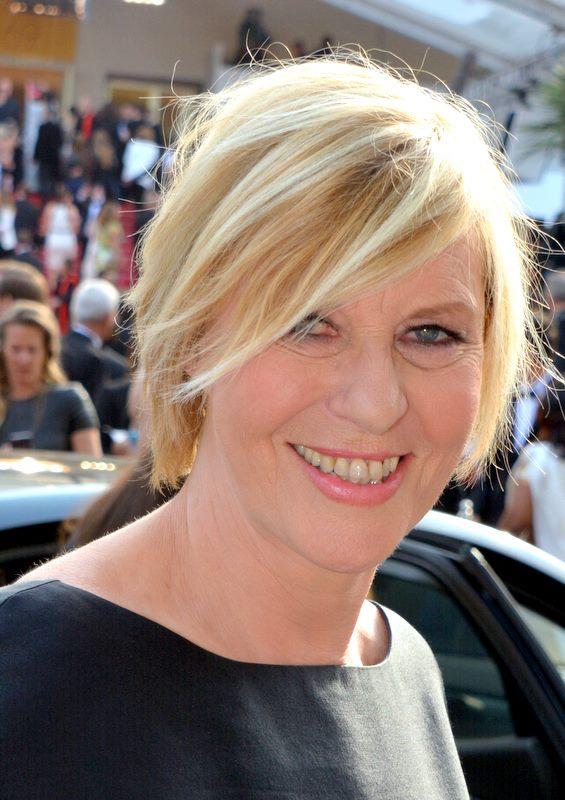
Chantal Ladesou (saisons 4 et depuis 6)
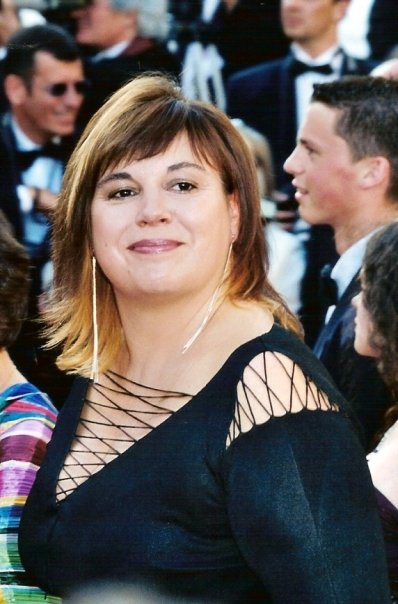
Michèle Bernier (saison 5)
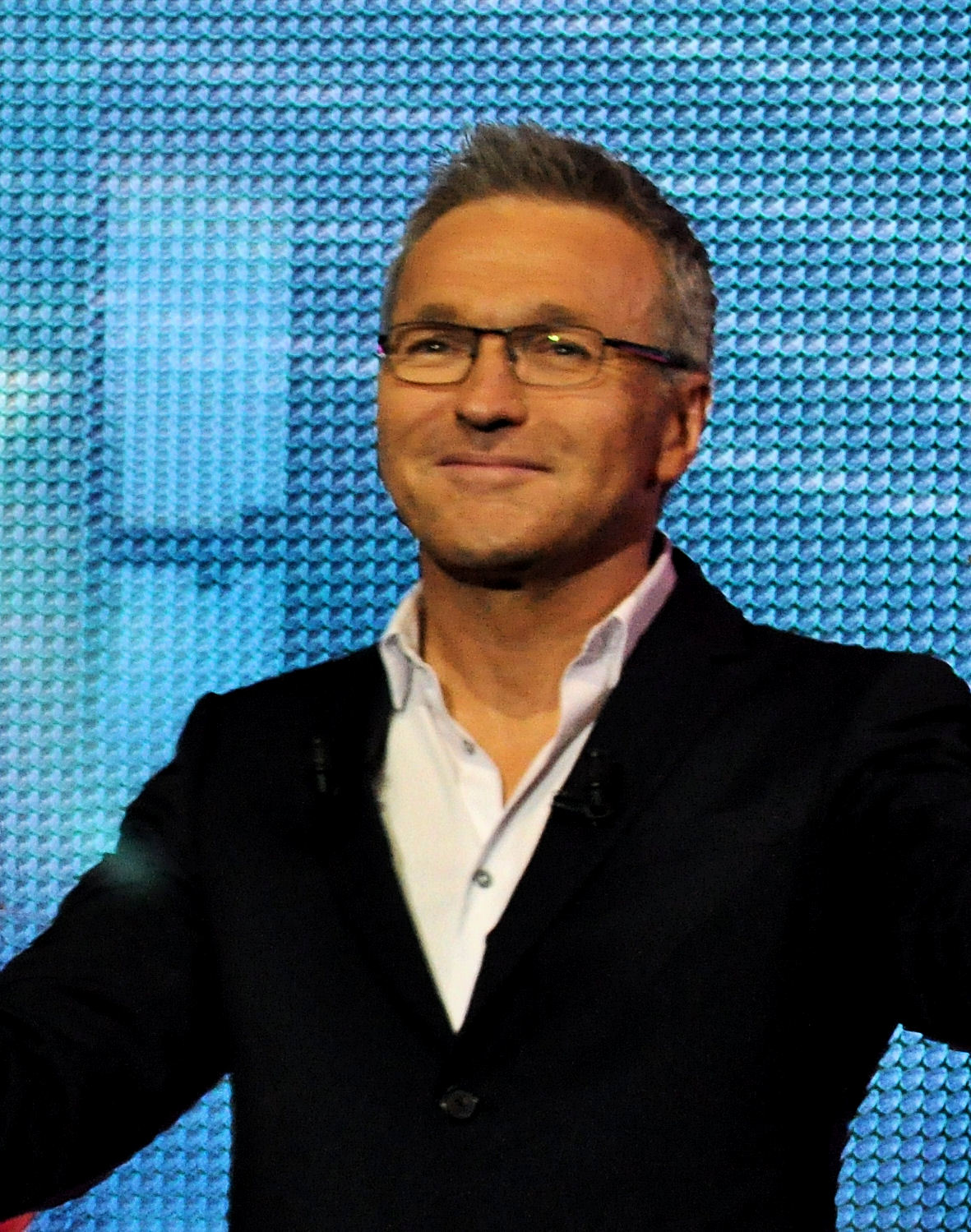
Laurent Ruquier (depuis saison 6, invité saison 5)
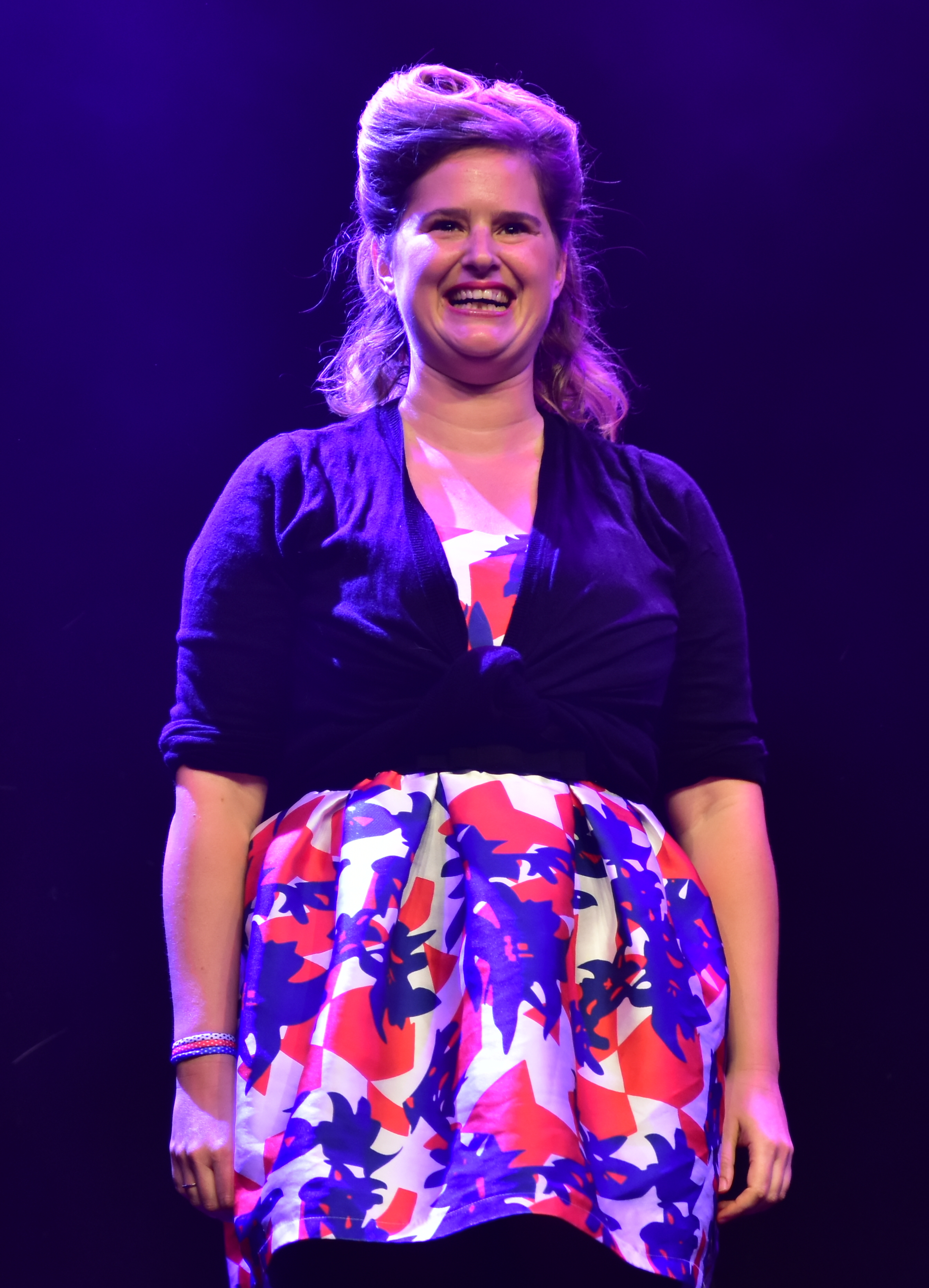
Élodie Poux (saison 7)
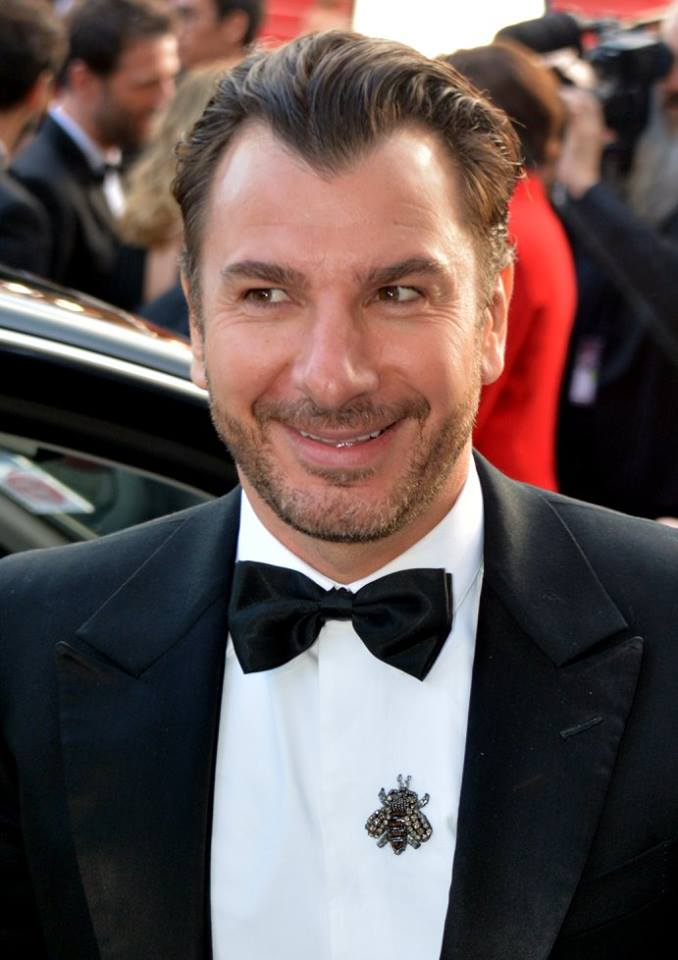
Michael Youn (depuis saison 8)

### Résumé des saisons
| Saison | Diffusion         | Diffusion        | Diffusion         | Podium                        | Podium                          | Podium                           | Présentation   | Présentation    | Présentation  | Enquêteurs | Enquêteurs   | Enquêteurs        | Enquêteurs      | Enquêteurs invités       | Enquêteurs invités        | Enquêteurs invités  |
| Saison | Première          | Finale           | Jour de diffusion | Vainqueur                     | Deuxième                        | Troisième                        | Prime          | After           | Voix Of       | Enquêteurs | Enquêteurs   | Enquêteurs        | Enquêteurs      | Enquêteurs invités       | Enquêteurs invités        | Enquêteurs invités  |
| ------ | ----------------- | ---------------- | ----------------- | ----------------------------- | ------------------------------- | -------------------------------- | -------------- | --------------- | ------------- | ---------- | ------------ | ----------------- | --------------- | ------------------------ | ------------------------- | ------------------- |
| 1      | 8 novembre 2019   | 13 décembre 2019 | Vendredi          | Laurence Boccolini (Licorne)  | Karl Zéro (Aigle)               | Julie Zenatti (Panda)            | Camille Combal | Camille Combal  | Hervé Lacroix | Kev Adams  | Anggun       | Alessandra Sublet | Jarry           |                          |                           |                     |
| 2      | 17 octobre 2020   | 28 novembre 2020 | Samedi            | Larusso (Manchot)             | Daniel Lévi (Robot)             | Issa Doumbia (Dragon)            | Camille Combal | Camille Combal  | Hervé Lacroix | Kev Adams  | Anggun       | Alessandra Sublet | Jarry           |                          |                           |                     |
| 3      | 1er avril 2022    | 13 mai 2022      | Vendredi          | Denitsa Ikonomova (Papillon)  | Valérie Bègue (Banane)          | Laurent Ournac (Cerf)            | Camille Combal | Camille Combal  | Hervé Lacroix | Kev Adams  | Anggun       | Alessandra Sublet | Jarry           | Anne Roumanoff (Gorille) | Kendji Girac (Loup)       |                     |
| 4      | 23 août 2022      | 11 octobre 2022  | Mardi             | Amaury Vassili (Tortue)       | Keen'V (Éléphant)               | Estelle Mossely (Mariée)         | Camille Combal | Camille Combal  | Hervé Lacroix | Kev Adams  | Vitaa        | Chantal Ladesou   | Jeff Panacloc   | Tom Villa (Espion)       | Francis Huster (Viking)   | Inès Reg (Tigresse) |
| 5      | 14 avril 2023     | 2 juin 2023      | Vendredi          | Vincent Niclo (Husky)         | Aurélie Konaté (Biche)          | Nico et Daniela Capone (Chameau) | Camille Combal | Camille Combal  | Hervé Lacroix | Kev Adams  | Élodie Frégé | Michèle Bernier   | Jeff Panacloc   | Laurent Ruquier (Homard) | Anggun (Taureau)          |                     |
| 6      | 3 mai 2024        | 22 juin 2024     | Vendredi          | Agustín Galiana (Hippopotame) | Gérémy Crédeville (Épouvantail) | Chimène Badi (Léopard)           | Camille Combal | Laurent Ruquier | Hervé Lacroix | Kev Adams  | Inès Reg     | Chantal Ladesou   | Laurent Ruquier | Shy'm (Flocon)           | Vincent Desagnat (Avatar) |                     |
| Noël   | 20 décembre 2024  | 20 décembre 2024 | Vendredi          | Véronic DiCaire (Caméléon)    | Laurent Ournac (Dragon)         |                                  | Camille Combal | Hervé Lacroix   | Hervé Lacroix | Kev Adams  | Anggun       | Chantal Ladesou   | Laurent Ruquier |                          |                           |                     |
| 7      | 2 mai 2025        | 27 juin 2025     | Vendredi          | Lola Dubini (Girafe)          | Pef (Vache)                     | Séverine Ferrer (Chaton)         | Camille Combal | Laurent Ruquier | Hervé Lacroix | Kev Adams  | Élodie Poux  | Chantal Ladesou   | Laurent Ruquier | Arnaud Ducret (Burger)   | Cristina Córdula          | Jarry (Pilote)      |
| 8      | 12 septembre 2025 |                  | Vendredi          |                               |                                 |                                  | Camille Combal |                 | Hervé Lacroix | Kev Adams  | Michaël Youn | Chantal Ladesou   | Laurent Ruquier |                          |                           |                     |

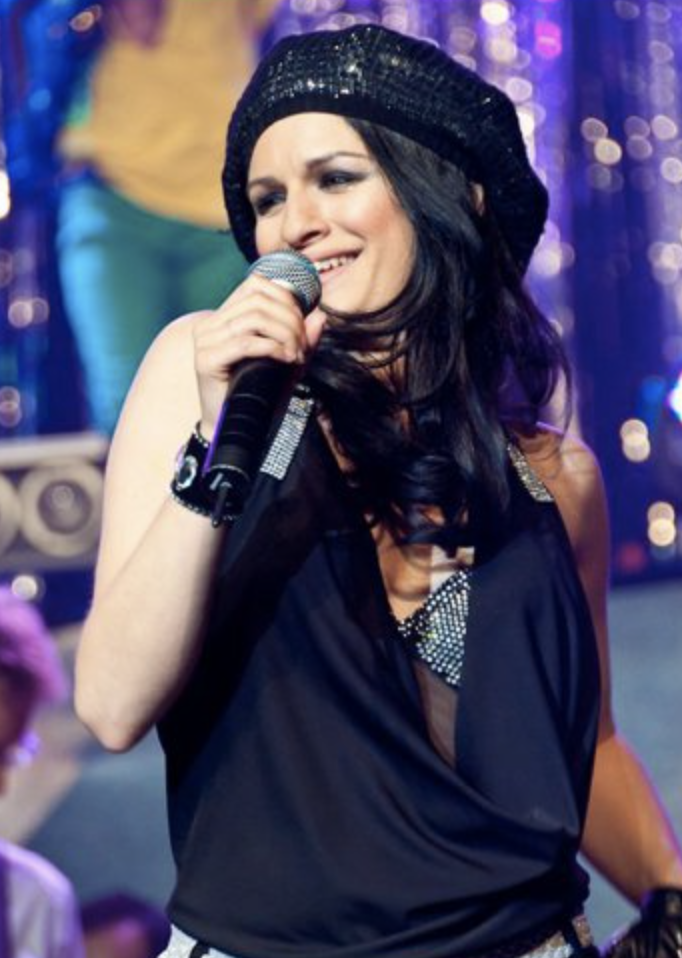
Larusso
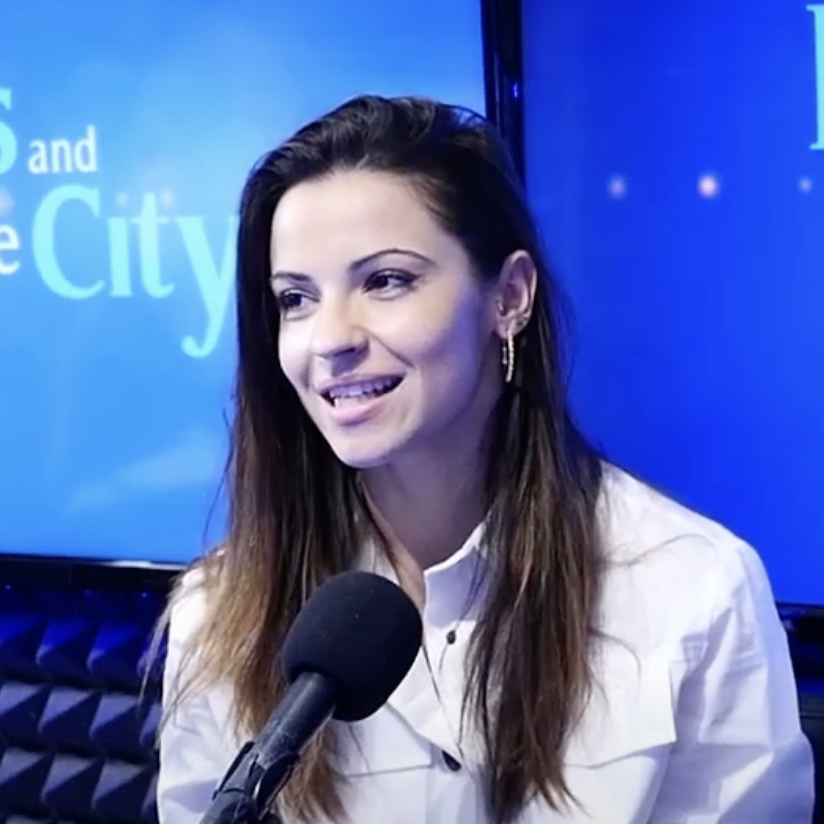
Denitsa Ikonomova
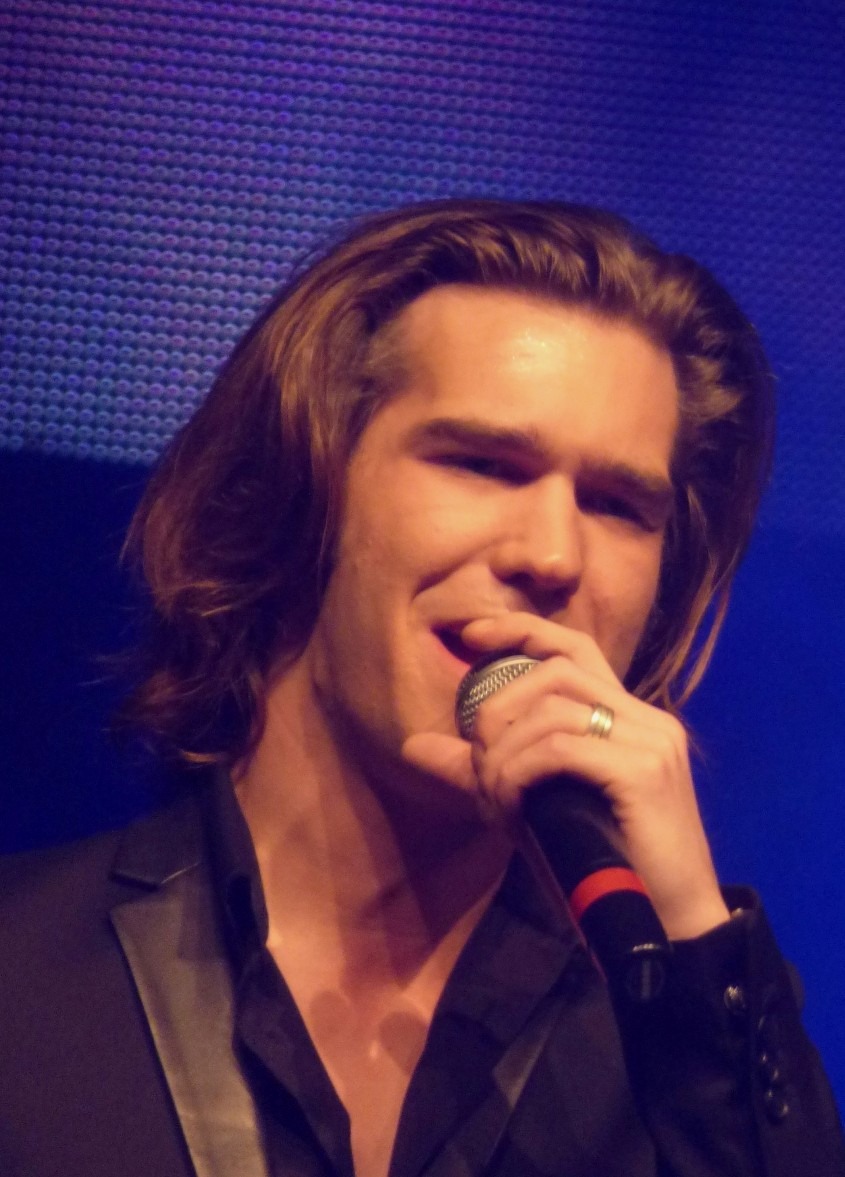
Amaury Vassili
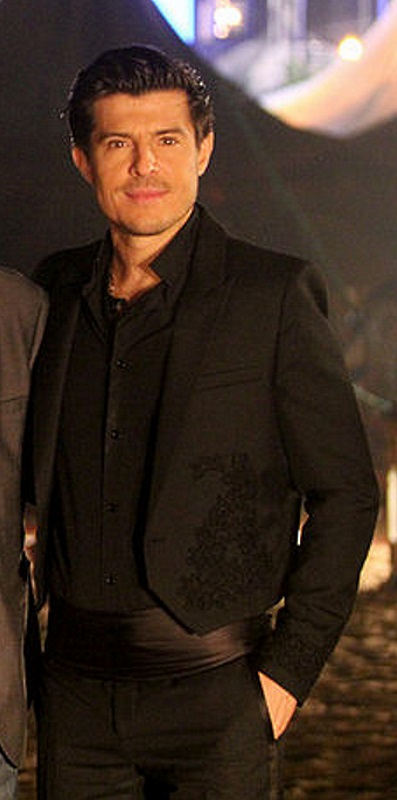
Vincent Niclo
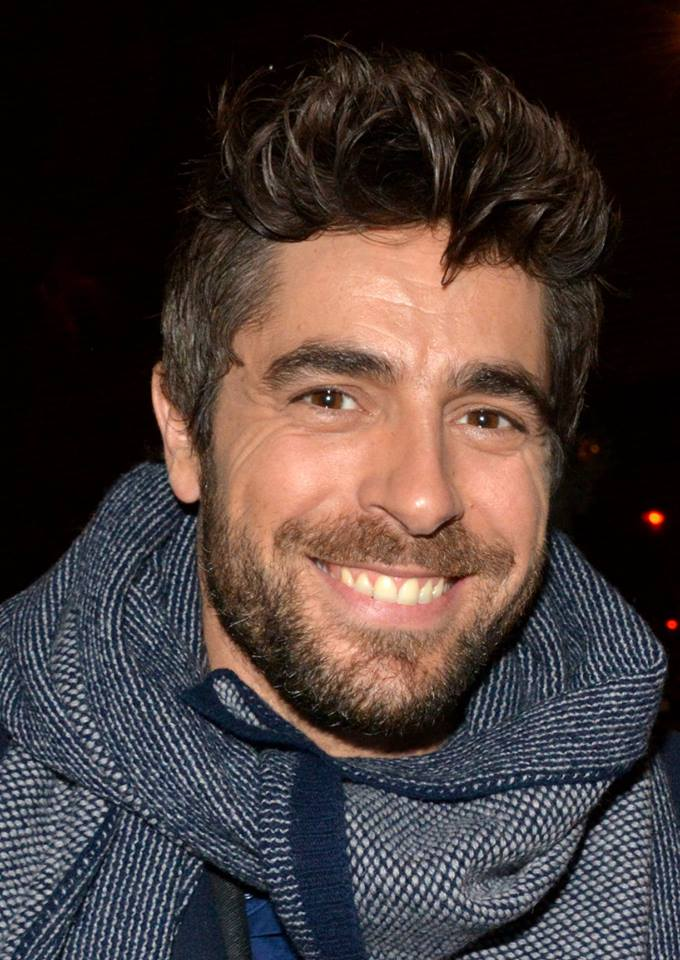
Agustín Galiana
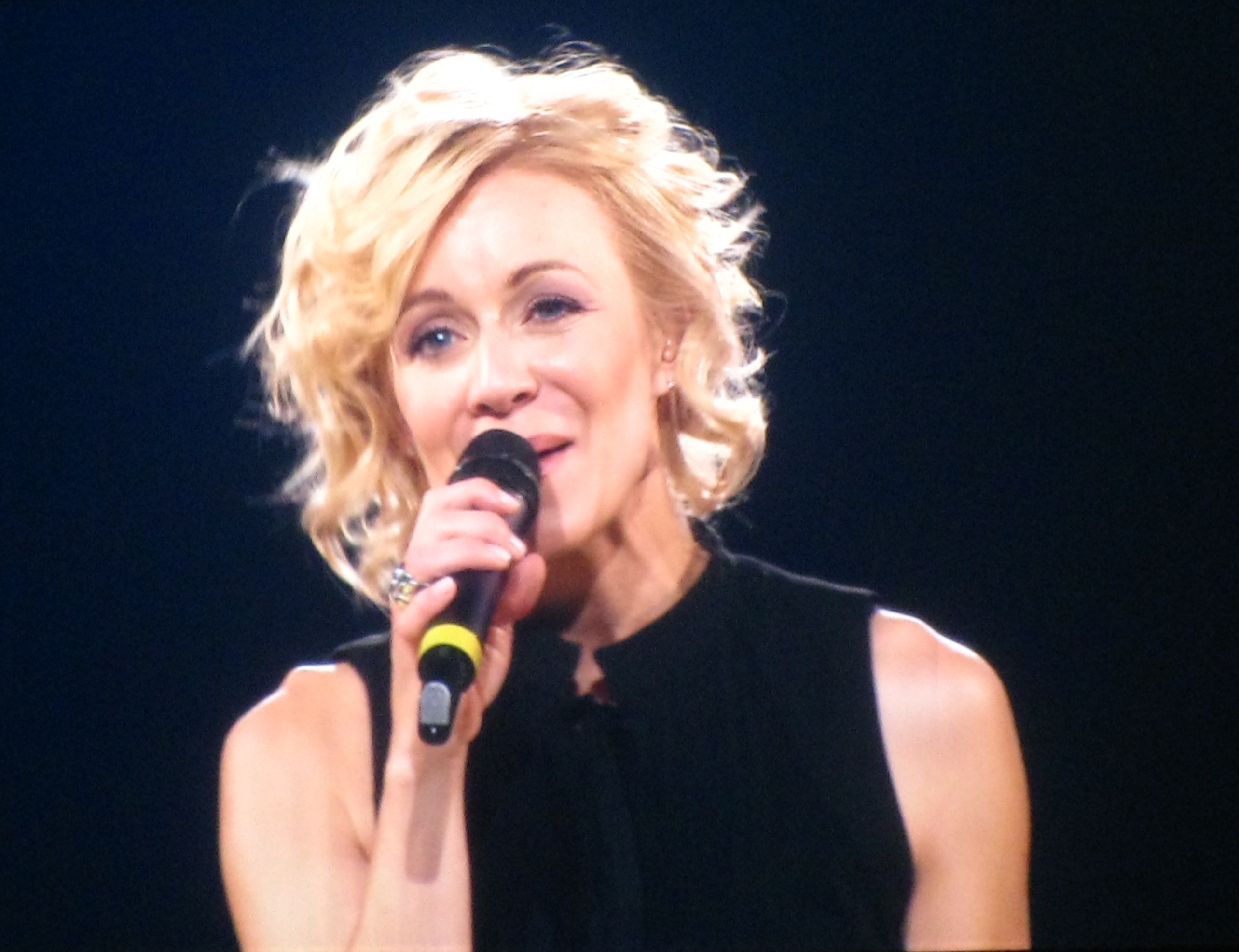
Véronic DiCaire

## Logo

Logo des saisons 1 à 3
Logo des saisons 4 à 7

## Saisons

### Saison 1 (2019)
La première saison est diffusée du 8 novembre au 13 décembre 2019, soit une durée de six semaines.
Le jury d'enquêteurs est composé de Kev Adams, Alessandra Sublet, Anggun et Jarry.
La saison est remportée par Laurence Boccolini (licorne), face à Karl Zéro (aigle), Julie Zenatti (panda), Frank Lebœuf (paon), Natasha St-Pier (cupcake), David Douillet (lion), Yves Lecoq (dinosaure), Joyce Jonathan (abeille), Smaïn (monstre), Lio (hippocampe), Sheila (écureuil) et Marie-José Pérec (panthère).

### Saison 2 (2020)
Julien Degroote, directeur de la veille et du développement du groupe TF1, annonce, avant même la fin de la première saison, qu'une deuxième saison est en préparation.
La deuxième saison est diffusée du 17 octobre au 28 novembre 2020, soit une durée de six semaines. 
Le jury d'enquêteurs est composé de Kev Adams, Alessandra Sublet, Anggun et Jarry.
Itziar Ituño (ballerine) et Anggun (boule à facettes) participent à l'émission, hors-compétition.
La saison est remportée par Larusso (manchot), face à Daniel Lévi (robot), Issa Doumbia (dragon), Karine Ferri (araignée), Basile Boli (requin), Liane Foly (pieuvre), Djibril Cissé (squelette), Dave (hibou), Valérie Damidot (renarde), Igor et Grichka Bogdanoff (perroquets), Frédérique Bel (bouche) et Laure Manaudou (loup).

### Saison 3 (2022)
Le tournage de la troisième saison a lieu durant l'été 2021. Lors d'un entretien à la radio Europe 1, Alessandra Sublet révèle que deux stars internationales sont présentes pendant la compétition.
La troisième saison est diffusée du 1er avril 2022 au 13 mai 2022 soit une durée de sept semaines. 
Le jury d'enquêteurs est composé de Kev Adams, Alessandra Sublet, Anggun et Jarry. Alessandra Sublet et Jarry annoncent que cette troisième saison est leur dernière,.
Teri Hatcher (coccinelle), Anne Roumanoff (gorille), Seal (cow-boy) et Kendji Girac (loup) participent à l'émission, hors-compétition.
La saison est remportée par Denitsa Ikonomova (papillon), face à Valérie Bègue (banane), Laurent Ournac (cerf), Gilbert Montagné (arbre), Marc-Antoine Le Bret (tigresse et crocodile), Yves Camdeborde (cochon), Sylvie Tellier (caméléon), Pierre Palmade (cosmonaute), Maud Fontenoy (poisson-corail) et Alain Bernard (bernard-l'hermite).

### Saison 4 (2022)
Le tournage de la quatrième saison a eu lieu de mi-juin à mi-juillet 2022. Elle est diffusée du 23 août 2022 au 11 octobre 2022.
Le 4 juin 2022, TF1 annonce que la chanteuse Anggun ne reviendra pas dans le jury et que le nouveau jury d'enquêteurs est composé de la comédienne Chantal Ladesou, la chanteuse Vitaa et l'humoriste Jeff Panacloc qui rejoignent Kev Adams pour la saison.
David Hasselhoff (cobra), Tom Villa (espion), Michel Ansault (mari de  Chantal Ladesou) (cône de chantier), Francis Huster (viking), Tori Spelling (chat) et Inès Reg (tigresse) participent à l'émission, hors-compétition.
La saison est remportée par Amaury Vassili (tortue), face à Keen'V (éléphant), Estelle Mossely (mariée), Alizée (singe), Christophe Beaugrand (ours), Laurent Maistret (chevalier), Francis Huster (pharaon), Christelle Chollet (dalmatien), Laëtitia Milot (souris), Yoann Riou (génie), Marion Bartoli (koala), Frédéric Diefenthal (pain d'épices) et Marianne James (bébé).

### Saison 5 (2023)
Le tournage de la cinquième saison a lieu du 30 janvier au 7 mars 2023. Elle est diffusée du 14 avril 2023 au 2 juin 2023. L'émission voit un nouveau jour de diffusion,.
Pour cette saison, le jury d'enquêteurs connaît à nouveau un changement : Vitaa et Chantal Ladesou laissent leurs places à Élodie Frégé et Michèle Bernier, aux côtés de Kev Adams et Jeff Panacloc,,,,.
Mel B (soleil), Laurent Ruquier (homard), Anastacia (kangourou) et Anggun (taureau) participent à l'émission, hors-compétition,,.
La saison est remportée par Vincent Niclo (husky), face à Aurélie Konaté (biche), Nico & Daniela Capone (chameau), Charlotte Gaccio (méduse), Tina Arena (plante carnivore), Zaho (sorcière), Adeline Toniutti (alien), Cartman (zèbre), Anny Duperey (phénix), André Bouchet (chemille), Jean-Marc Généreux (lama), Laura Flessel (canard) et Martin Lamotte (vautour).

### Saison 6 (2024)
La sixième saison est diffusée du 3 mai au 22 juin 2024. 
TF1 annonce le renouvellement des enquêteurs avec l'arrivée de l'animateur Laurent Ruquier, l'humoriste Inès Reg et le retour de l'humoriste Chantal Ladesou, aux côtés de l'enquêteur désormais historique Kev Adams, présent depuis la première saison.
Gloria Gaynor (reine de glace), Shy'm (flocon), Natalie Imbruglia (joker) et Vincent Desagnat (avatar) participent à l'émission, hors-compétition.
La saison est remportée par Agustín Galiana (hippopotame), face à Gérémy Crédeville (épouvantail), Chimène Badi (lépoard), Sheryfa Luna (perle), Florent Mothe (geishamouraï), Inès Vandamme (libellule), Ladybug (Anouck Hautbois) (perruque), 
Raphaël Mezrahi (lapin), La Compagnie créole (main), Catherine Lara (lémurien), Vincent Desagnat (cornichon), Chantal Goya (popcorn) et Jacques Legros (hamster).

### Spéciale Noël (2024)
Une émission spéciale Noël de Mask Singer est diffusée le vendredi 20 décembre 2024. Sur les dix personnalités à démasquer, neuf ont déjà participé à l'émission. Elles évoluent dans des costumes déjà vus dans le programme mais elles sont dans un autre costume que celui qu'elles portaient lors de leurs précédentes participations.
Chez le jury des enquêteurs, on retrouve Kev Adams, Chantal Ladesou, Laurent Ruquier et Anggun. Si les quatre ont été membres du jury, c’est une combinaison inédite.
L'émission est remportée par Véronic DiCaire (caméléon), face à Laurent Ournac (dragon), Larusso (singe), Natasha St-Pier (husky), Keen'V (paon), Cartman et Issa Doumbia (chameau), Djibril Cissé (lion), Marc-Antoine Le Bret (squelette), Valérie Bègue (araignée) et Laurence Boccolini (mariée).

### Saison 7 (2025)
La septième saison est diffusée du 2 mai 2025 au 27 juin 2025. 
Le jury évolue à nouveau avec le remplacement d'Inès Reg par l'humoriste Élodie Poux, aux côtés de Kev Adams, Chantal Ladesou et Laurent Ruquier.
Shaggy (cyclope), La Toya Jackson (impératrice), Arnaud Ducret (burger), Cristina Córdula, Jarry (pilote) et Patrick Duffy (grenouille) participent à l'émission, hors-compétition.
La saison est remportée par Lola Dubini (girafe), face à Pef (vache), Séverine Ferrer (chaton), Anne Sila (cygne), Damien Sargue (bison), LeBouseuh (brocoli), Michaël Gregorio (porcelaine), Romane Dicko (panda roux), Philippe Candeloro (fraisier), Marie-Ange Nardi (dame de cœur), Jeanfi Janssens (autruche), Hélène Rollès (bolide) et Patrick Sébastien (rhinocéros).

## Audiences et diffusion

### Mask Singer
En France, l'émission est diffusée les vendredis, puis les samedis, puis les mardis, à 21 h 5, puis 21 h 10. Un épisode dure environ 2 h 15 (publicités incluses).
| Saison | Saison | Jour et horaire de diffusion | Nb. d'épisodes | Période de diffusion               | Audience lancement     | Audience lancement | Audience lancement | Audience finale        | Audience finale | Audience finale | Moyenne          | Moyenne        | Moyenne     |
| Saison | Saison | Jour et horaire de diffusion | Nb. d'épisodes | Période de diffusion               | Nb. de téléspectateurs | PDM 4 ans et +     | PDM FRDA-50        | Nb. de téléspectateurs | PDM 4 ans et +  | PDM FRDA-50     | Audience moyenne | PDM 4 ans et + | PDM FRDA-50 |
| ------ | ------ | ---------------------------- | -------------- | ---------------------------------- | ---------------------- | ------------------ | ------------------ | ---------------------- | --------------- | --------------- | ---------------- | -------------- | ----------- |
|        | 1      | Vendredi à 21 h 5            | 6              | 8 novembre 2019 - 13 décembre 2019 | 6 603 000              | 32,5 %             | 48,6 %             | 5 081 000              | 26,8 %          | 42,9 %          | 5 230 000        | 26,5 %         | 42 %        |
|        | 2      | Samedi à 21 h 5              | 6              | 17 octobre 2020 - 28 novembre 2020 | 4 751 000              | 24,3 %             | 42 %               | 5 440 000              | 24,3 %          | 40,9 %          | 5 140 000        | 23,4 %         | 39,9 %      |
|        | 3      | Vendredi à 21 h 10           | 7              | 1er avril 2022 - 13 mai 2022       | 3 576 000              | 20,2 %             | 38,1 %             | 3 472 000              | 21,6 %          | 40 %            | 3 572 000        | 20,6 %         | 37,5 %      |
|        | 4      | Mardi à 21 h 10              | 8              | 23 août 2022 - 11 octobre 2022     | 3 015 000              | 21 %               | 32,8 %             | 2 789 000              | 15,3 %          | 26,4 %          | 2 900 000        | 16 %           | 30 %        |
|        | 5      | Vendredi à 21 h 10           | 8              | 14 avril 2023 - 2 juin 2023        | 3 487 000              | 20,7 %             | 36,7 %             | 3 195 000              | 19,9 %          | 35,8 %          | 3 225 000        | 20,3 %         | 37 %        |
|        | 6      | Vendredi et Samedi à 21 h 10 | 8              | 3 mai 2024 - 22 juin 2024          | 3 213 000              | 21 %               | 36,05 %            | 2 510 000              | 16 %            | 30,7 %          | 2 800 000        | 18,6 %         |             |
|        | 7      | Vendredi à 21 h 10           | 9              | 2 mai 2025 - 27 juin 2025          | 2 835 000              | 19,8 %             | 36%                | 2 530 000              | 19.3 %          | 33,9 %          | 2 615 000        | 18.4 %         | 34,2 %      |
|        | 8      | Vendredi à 21 h 10           |                | 12 septembre 2025 -                |                        |                    |                    |                        |                 |                 |                  |                |             |

| Légende : Saison 1 / Saison 2 / Saison 3 / Saison 4 / Saison 5 / Saison 6, / Saison 7 |

### Mask Singer, l'enquête continue
En France, l'émission est diffusée les vendredis, puis les samedis, puis les mardis, à 23 h 20. Un épisode dure environ 1 h 5 (publicités incluses).
| Saison | Saison | Jour et horaire de diffusion | Nb. d'épisodes | Période de diffusion             | Audience lancement     | Audience lancement | Audience finale        | Audience finale | Moyenne          | Moyenne        |
| Saison | Saison | Jour et horaire de diffusion | Nb. d'épisodes | Période de diffusion             | Nb. de téléspectateurs | PDM 4 ans et +     | Nb. de téléspectateurs | PDM 4 ans et +  | Audience moyenne | PDM 4 ans et + |
| ------ | ------ | ---------------------------- | -------------- | -------------------------------- | ---------------------- | ------------------ | ---------------------- | --------------- | ---------------- | -------------- |
|        | 1      | Vendredi à 23 h 20           | 6              | 8 novembre 2019 13 décembre 2019 | 2 855 000              | 33 %               | 2 100 000              | 28,6 %          | 2 142 830        | 26,45 %        |
|        | 2      | Samedi à 23 h 20             | 6              | 17 octobre 2020 28 novembre 2020 | 1 420 000              | 18,9 %             | 1 983 000              | 22,8 %          | 1 699 333        | 19,28 %        |
|        | 3      | Vendredi à 23 h 45           | 7              | 1er avril 2022 13 mai 2022       | 1 086 000              | 17,8 %             | NC                     | NC              | NC               | NC             |
|        | 4      | Mardi à 23 h 20              | 8              | 23 août 2022 11 octobre 2022     | 765 000                | 16,8 %             | NC                     | NC              | NC               | NC             |
|        | 5      | Vendredi à 23 h 50           | 8              | 14 avril 2023 2 juin 2023        | 765 000                | 14,5 %             | NC                     | NC              | NC               | NC             |
|        | 6      | Vendredi et Samedi à 23 h 20 | 8              | 3 mai 2024 22 juin 2024          | 760 000                | 15 %               | NC                     | NC              | NC               | NC             |
|        | 7      | Vendredi à 23 h 40           |                | 2 mai 2025 -                     | 760 000                | 20 %               | NC                     | NC              | NC               | NC             |

| Légende : Saison 1 / Saison 2 / Saison 3 / Saison 4 / Saison 5 / Saison 6, / Saison 7 |